# Гремлины (мультсериал)
«Гремлины» (англ. Gremlins) — американский комедийный анимационный фантастический сериал ужасов, основанный на одноимённом фильме 1984 года и его сиквеле и являющийся их приквелом. Транслируется с 2023 года на стриминговом сервисе Max. Одним из исполнительных продюсеров сериала выступил Стивен Спилберг.
Действие сериала разворачивается в 1920-х годах и рассказывает о том, как мальчик Сэм Винг подружился с фантастическим существом, могваем, по имени Гизмо и том, как они противостоят армии злобных монстров — гремлинов, которые были рождены по вине Сэма.
Премьерный показ сериала состоялся 13 июня 2022 года на Международном фестивале анимационных фильмов в Анси. Также, сериал должен был транслироваться на телеканале Cartoon Network в рамках нового программного блока под названием ACME Night. Однако в сентябре 2023 года блок Adult Swim покинул Cartoon Network прежде, чем сериал успели показать на ТВ.
В феврале 2021 года, ещё до выхода 1 сезона, сериал был продлён на 2 сезон, премьера которого состоялась на Max 3 октября 2024 года.

## Сюжет
В центре сюжета находится 10-летний мальчик Сэм Винг, который знакомится с юным могваем по имени Гизмо. Вместе с уличной воровкой-подростком по имени Элль Сэм и Гизмо отправляются в опасное путешествие по сельской местности Китая, встречая и иногда сражаясь с колоритными монстрами и духами из китайского фольклора. В своём стремлении вернуть Гизмо его семье и найти легендарное сокровище они преследуются Райли Грином, жаждущим власти промышленником, и его ручной и постоянно растущей армией злобных монстров гремлинов.

## В ролях
- Айзек Ванг — Сэм Винг
- Минг-На Вен — Фон Винг и Инь
- Би-Ди Вонг — Хон Винг
- Джеймс Хонг — Дедушка Винга
- Мэттью Риз — Райли Грин
- Эйджей Локасио — Гизмо
- Габриэль Грин — Элль-Мари
- Джордж Такэй — Ноггин
- Симу Лю — Чанг
- Яэль Гробглас — Марго

## Сезоны
| Сезон | Название        | Серии | Серии | Даты показа    | Даты показа     |
| Сезон | Название        | Серии | Серии | Первая серия   | Последняя серия |
| ----- | --------------- | ----- | ----- | -------------- | --------------- |
| 1     | Секреты могваев | 10    | 10    | 23 мая 2023    | 22 июня 2023    |
| 2     | Дикая партия    | 10    | 10    | 3 октября 2024 | N/A             |

## Эпизоды

### Сезон 1: Секреты могваев(2023)
| № общий | № в сезоне | Название                                                                                      | Режиссёр                    | Автор сценария | Дата премьеры |
| ------- | ---------- | --------------------------------------------------------------------------------------------- | --------------------------- | -------------- | ------------- |
| 1       | 1          | «Никогда не мочите их» «Never Get Them Wet»                                                   | Майкл Чанг, Стефани Гонзага | Це Чун         | 23 мая 2023   |
| 2       | 2          | «Никогда не кормите их после полуночи» «Never Feed Them After Midnight»                       | Вон Росс                    | Брендан Хэй    | 23 мая 2023   |
| 3       | 3          | «Всегда покупайте билет» «Always Buy a Ticket»                                                | Стефани Гонзага             | Анна Кристофер | 1 июня 2023   |
| 4       | 4          | «Не пейте чай» «Don’t Drink the Tea»                                                          | Алекс Чиу                   | Сара Нербозо   | 1 июня 2023   |
| 5       | 5          | «Всегда наноси удар или убегай» «Always Stab or Run»                                          | Вон Росс                    | Питер Чен      | 8 июня 2023   |
| 6       | 6          | «Всегда сначала угощай бога выпивкой» «Always Buy a God a Drink First»                        | Стефани Гонзага             | Брендан Хэй    | 8 июня 2023   |
| 7       | 7          | «Никогда не дразни лису» «Never Squeeze a Fox»                                                | Алекс Чиу                   | Анна Кристофер | 15 июня 2023  |
| 8       | 8          | «Никогда не обнимайте могвая» «Never Hug a Mogwai»                                            | Вон Росс                    | Сара Нербозо   | 15 июня 2023  |
| 9       | 9          | «Никогда не сдавайся» «Never Give Up»                                                         | Стефани Гонзага             | Брендан Хэй    | 22 июня 2023  |
| 10      | 10         | «Никогда не подвергайте их воздействию яркого света» «Never Ever Expose Them to Bright Light» | Алекс Чу                    | Це Чун         | 22 июня 2023  |

### Сезон 2: Дикая партия(2024)
| № общий | № в сезоне | Название                                                                                | Режиссёр                 | Автор сценария | Дата премьеры  |
| ------- | ---------- | --------------------------------------------------------------------------------------- | ------------------------ | -------------- | -------------- |
| 11      | 1          | «Всегда будьте готовы к приключениям» «Always Be Ready for Adventure»                   | Жасмин Гоггинс, Вон Росс | Це Чун         | 3 октября 2024 |
| 12      | 2          | «Никогда не берите тур» «Never Take the Tour»                                           | Стефани Гонзага          | Анна Кристофер | 3 октября 2024 |
| 13      | 3          | «Никогда не используйте двойные отрицания» «Never Use Double Negatives»                 | Алекс Чиу                | Брендан Хэй    | 3 октября 2024 |
| 14      | 4          | «Всегда берите с собой зубочистку» «Always Bring a Toothpick»                           | Жасмин Гоггинс           | Сара Нербозо   | 3 октября 2024 |
| 15      | 5          | «На фабрике печенья всегда есть удача» «There's Always a Fortune in the Cookie Factory» | Стефани Гонзага          | Фелиция Хо     | 3 октября 2024 |

## Производство

### Разработка
25 февраля 2019 года компания WarnerMedia дала официальный зелёный свет телесериалу по мотивам фильма «Гремлины», который должен был транслироваться на стриминговом сервисе HBO Max. Це Чун был назначен сценаристом и исполнительным продюсером сериала вместе с Дэррилом Фрэнком, Джастином Фэлви, Сэмом Реджистером и Бренданом Хэем. 1 июля 2019 года WarnerMedia официально заказал 1 сезон сериала с подзаголовком «Секреты могваев».
В феврале 2020 года Джо Данте, режиссёр двух оригинальных фильмов, сообщил, что он выступал в качестве консультанта сериала. В июле того же года стало известно, что актёр Хоуи Мэндел не вернётся к роли Гизмо в сериале. 17 февраля 2021 года, в преддверии премьеры сериала, HBO Max продлил сериал на второй сезон во время виртуального пресс-тура TCA. В декабре 2021 года года в трейлере HBO Max к релизам 2022 года был показан первый промо-ролик сериала.

### Кастинг
В феврале 2021 года были объявлены основные актёры сериала: Айзек Ванг, Минг-На Вен, Би-Ди Вонг, Джеймс Хонг и Мэттью Риз, в то время как на роль Гизмо был выбран актёр Эйджей Локасио.
В феврале 2024 года было объявлено, что актёры Джон Гловер, Майкл Пол Чан, Ронни Чиэн, Кит Дэвид, Уилл Форте, Келли Ху, Симу Лю и Джимми О. Янг присоединились к актёрскому касту второго сезона с подзаголовком «Дикая партия».

## Трансляция
Пилотный эпизод 1 сезона был показан 13 июня 2022 года на Международном фестивале анимационных фильмов в Анси. Премьера 1 сезона состоялась на сервисе Max 23 мая 2023 года.
В Великобритании сериал транслируется на телеканалах CBBC и BBC iPlayer с 30 октября 2023 года.

## Реакция

### Критика
На сайте-агрегаторе Rotten Tomatoes рейтинг одобрения сериала составляет 100 % на основе 21 рецензии со стороны критиков. Консенсус сайта гласит: «„Тайны могваев“ — восхитительное семейное развлечение, сочетающее в себе миловидность и хаос, как в оригинальных фильмах. Только не кормите их после полуночи».
На сайте Metacritic сериал имеет среднюю оценку в 78 баллов из 100 на основе 7 рецензий со стороны критиков, что указывает на «в целом положительные отзывы».

### Награды
| Премия          | Год  | Категория                                                         | Номинация  | Результат | Ссылка |
| --------------- | ---- | ----------------------------------------------------------------- | ---------- | --------- | ------ |
| Премия «Сатурн» | 2024 | Премия «Сатурн» за лучший анимационный сериал на телевидении      | «Гремлины» | Номинация | [ 24 ] |
| Премия «Энни»   | 2024 | Премия «Энни» за лучшую раскадровку в анимационной телепрограмме  | Лия Артвик | Номинация | [ 25 ] |
| PGA Awards      | 2024 | Премия гильдии продюсеров Америки за выдающуюся детскую программу | «Гремлины» | Номинация | [ 26 ] |